# Cray-4
Die Cray-4 ist ein Supercomputer, der von der amerikanischen Firma Cray, unter der Leitung von Seymour Cray, konstruiert wurde, der allerdings vor Abschluss der Arbeiten bei einem Autounfall ums Leben kam. Die Cray-4 ist die Weiterentwicklung des kommerziellen Fehlschlags Cray-3, eines Supercomputers mit Gallium-Arsenid-Schaltungen. Der 1994 vorgestellte Supercomputer basiert auf einem Vektorprozessor mit Shared Memory.
Ein Standard-System mit 16 Prozessoren und 1.024 Megaword (8 GiByte) Speicher, das 32 Gigaflops leistete, wurde 1995 für 11 Mio. USD angeboten.